# Australia ai Giochi della VIII Olimpiade
L'Australia partecipò ai Giochi della VIII Olimpiade, svoltisi a Parigi dal 4 maggio al 27 luglio 1924,  
con una delegazione di 36 atleti, di cui 1 donna, impegnati in 9 discipline,
aggiudicandosi 3 medaglie d'oro, 1 medaglia d'argento e 2 medaglie di bronzo.

## Medagliere

### Per discipline
| Sport            | Oro | Argento | Bronzo | Totale |
| ---------------- | --- | ------- | ------ | ------ |
| Nuoto            | 1   | 1       | 2      | 4      |
| Atletica leggera | 1   | 0       | 0      | 1      |
| Tuffi            | 1   | 0       | 0      | 1      |
| Totale           | 3   | 1       | 2      | 6      |

### Medaglie
| Medaglia | Atleta                                                    | Sport            | Evento                                      |
| -------- | --------------------------------------------------------- | ---------------- | ------------------------------------------- |
| Oro      | Anthony Winter                                            | Atletica leggera | Salto triplo                                |
| Oro      | Boy Charlton                                              | Nuoto            | 1500 metri stile libero maschili            |
| Oro      | Dick Eve                                                  | Tuffi            | Piattaforma alta maschile                   |
| Argento  | Moss Christie Frank Beaurepaire Ernest Henry Boy Charlton | Nuoto            | Staffetta 4x200 metri stile libero maschile |
| Bronzo   | Boy Charlton                                              | Nuoto            | 400 metri stile libero maschili             |
| Bronzo   | Frank Beaurepaire                                         | Nuoto            | 1500 metri stile libero maschili            |